# Ciclism la Jocurile Olimpice de vară din 2020 - Cursa masculină BMX
Cursa ciclistă de BMX masculin de la Jocurile Olimpice de vară din 2020 a avut loc în perioada 29-30 iulie 2021 pe Ariake Urban Sports Park,Tokyo.

## Program
Orele sunt ora Japoniei (UTC+9) 
| Data                  | Timp  | Etapă              |
| --------------------- | ----- | ------------------ |
| Joi, 29 iulie 2021    | 10:00 | Sferturi de finală |
| Vineri, 30 iulie 2021 | 10:00 | Semifinale Finala  |

## Rezultate

### Sferturi de finală
Surse:

#### Seria 1
| Loc | Nr  | Sportiv                  | 1a cursă   | A 2-a cursă | A 2-a cursă | Total | Note |
| --- | --- | ------------------------ | ---------- | ----------- | ----------- | ----- | ---- |
| 1   | 3   | Sylvain André (FRA)      | 40,436 (1) | 40,131 (1)  | 40,294 (1)  | 3     | C    |
| 2   | 5   | Kye Whyte (GBR)          | 41,012 (3) | 40,201 (2)  | 40,983 (4)  | 9     | C    |
| 3   | 100 | Romain Mahieu (FRA)      | 40,701 (2) | 40,603 (3)  | 40,996 (5)  | 10    | C    |
| 4   | 24  | Corben Sharrah (USA)     | 41,408 (4) | 41,222 (5)  | 40,537 (2)  | 11    | C    |
| 5   | 993 | Yoshitaku Nagasako (JPN) | 41,862 (5) | 40,984 (4)  | 40,851 (3)  | 12    |      |
| 6   | 950 | Alex Limberg (RSA)       | 46,005 (6) | 50,119 (6)  | 44,773 (6)  | 18    |      |

#### Seria 2
| Loc | Nr  | Sportiv              | 1a cursă   | A 2-a cursă | A 2-a cursă | Total | Note |
| --- | --- | -------------------- | ---------- | ----------- | ----------- | ----- | ---- |
| 1   | 313 | Niek Kimmann (NED)   | 40,681 (2) | 40,249 (1)  | 39,932 (1)  | 4     | C    |
| 2   | 1   | Twan van Gendt (NED) | 40,555 (1) | 40,477 (2)  | 40,258 (2)  | 5     | C    |
| 3   | 500 | Renato Rezende (BRA) | 40,980 (3) | 40,983 (4)  | 40,705 (3)  | 10    | C    |
| 4   | 143 | Nicolás Torres (ARG) | 41,243 (4) | 40,527 (3)  | 42,525 (6)  | 13    | C    |
| 5   | 76  | Helvijs Babris (LAT) | 41,529 (5) | 41,710 (5)  | 42,490 (5)  | 15    |      |
| 6   | 66  | James Palmer (CAN)   | 41,708 (6) | 41,971 (6)  | 41,167 (4)  | 16    |      |

#### Seria 3
| Loc | Nr  | Sportiv                  | 1a cursă   | A 2-a cursă | A 2-a cursă  | Total | Note |
| --- | --- | ------------------------ | ---------- | ----------- | ------------ | ----- | ---- |
| 1   | 33  | Joris Daudet (FRA)       | 40,570 (1) | 40,207 (1)  | 39,911 (1)   | 3     | C    |
| 2   | 921 | Joris Harmsen (NED)      | 40,698 (2) | 40,327 (2)  | 40,463 (2)   | 6     | C    |
| 3   | 40  | Tore Navrestad (NOR)     | 41,122 (3) | 40,768 (3)  | 41,395 (3)   | 9     | C    |
| 4   | 120 | Vincent Pelluard (COL)   | 41,479 (5) | 41,675 (5)  | 41,452 (4)   | 14    | C    |
| 5   | 179 | Simon Marquart (SUI)     | 41,274 (4) | 41,675 (4)  | 1:25,514 (6) | 14    |      |
| 6   | 155 | Evgeny Kleshchenko (COR) | 42,432 (6) | 41,912 (6)  | 42,337 (5)   | 17    |      |

#### Seria 4
| Loc | Nr  | Sportiv               | 1a cursă     | A 2-a cursă | A 2-a cursă | Total | Note |
| --- | --- | --------------------- | ------------ | ----------- | ----------- | ----- | ---- |
| 1   | 11  | Connor Fields (USA)   | 40,887 (2)   | 41,084 (1)  | 40,138 (1)  | 4     | C    |
| 2   | 7   | David Graf (SUI)      | 40,459 (1)   | 41,473 (2)  | 40,436 (3)  | 6     | C    |
| 3   | 278 | Carlos Ramírez (COL)  | 42,164 (4)   | 41,620 (3)  | 40,801 (4)  | 11    | C    |
| 4   | 593 | Alfredo Campo (ECU)   | 1:09,531 (6) | 41,941 (4)  | 40,329 (2)  | 12    | C    |
| 5   | 117 | Giacomo Fantoni (ITA) | 41,576 (3)   | 42,766 (6)  | 40,979 (5)  | 14    |      |
| 6   | 44  | Anthony Dean (AUS)    | 1:00,186 (5) | 42,750 (5)  | 42,251 (6)  | 16    |      |

### Semifinale
Surse:

#### Semifinala 1
| Loc | Nr  | Sportiv                | 1a cursă   | A 2-a cursă | A 2-a cursă  | Total | Note |
| --- | --- | ---------------------- | ---------- | ----------- | ------------ | ----- | ---- |
| 1   | 100 | Romain Mahieu (FRA)    | 40,265 (1) | 40,293 (2)  | 40,244 (1)   | 4     | C    |
| 2   | 278 | Carlos Ramírez (COL)   | 41,207 (4) | 41,005 (4)  | 41,281 (2)   | 10    | C    |
| 3   | 3   | Sylvain André (FRA)    | 40,695 (2) | 40,490 (3)  | 1:09,511 (6) | 11    | C    |
| 4   | 11  | Connor Fields (USA)    | 40,762 (3) | 40,270 (1)  | NT (8)       | 12    | C    |
| 5   | 143 | Nicolás Torres (ARG)   | 41,693 (5) | 41,014 (5)  | 41,360 (3)   | 13    |      |
| 6   | 120 | Vincent Pelluard (COL) | 42,002 (6) | 41,422 (6)  | 42,250 (5)   | 17    |      |
| 7   | 921 | Joris Harmsen (NED)    | 42,978 (7) | 42,265 (7)  | 41,801 (4)   | 18    |      |
| 8   | 1   | Twan van Gendt (NED)   | 58,692 (8) | 42,315 (8)  | 1:51,080 (7) | 23    |      |

#### Semifinala 2
| Loc | Nr  | Sportiv              | 1a cursă   | A 2-a cursă  | A 2-a cursă | Total | Note |
| --- | --- | -------------------- | ---------- | ------------ | ----------- | ----- | ---- |
| 1   | 313 | Niek Kimmann (NED)   | 39,981 (1) | 40,023 (3)   | 39,352 (2)  | 6     | C    |
| 2   | 5   | Kye Whyte (GBR)      | 40,769 (3) | 40,076 (4)   | 39,299 (1)  | 8     | C    |
| 3   | 33  | Joris Daudet (FRA)   | 41,141 (4) | 39,629 (1)   | 39,924 (3)  | 8     | C    |
| 4   | 593 | Alfredo Campo (ECU)  | 40,442 (2) | 39,738 (2)   | 40,173 (4)  | 8     | C    |
| 5   | 7   | David Graf (SUI)     | 41,645 (6) | 1:15,178 (7) | 40,462 (5)  | 18    |      |
| 6   | 40  | Tore Navrestad (NOR) | 41,648 (7) | 40,302 (5)   | 40,722 (6)  | 18    |      |
| 7   | 500 | Renato Rezende (BRA) | 41,561 (5) | 1:28,740 (8) | 40.992 (7)  | 20    |      |
| 8   | 24  | Corben Sharrah (USA) | 42,208 (8) | 40,994 (6)   | 43,532 (8)  | 22    |      |

### Finala
Surse:
| Loc | Nr  | Sportiv              | Timp   |
| --- | --- | -------------------- | ------ |
| 1   | 313 | Niek Kimmann (NED)   | 39,053 |
| 2   | 5   | Kye Whyte (GBR)      | 39,167 |
| 3   | 278 | Carlos Ramírez (COL) | 40,572 |
| 4   | 3   | Sylvain André (FRA)  | 40,676 |
| 5   | 593 | Alfredo Campo (ECU)  | 40,705 |
| 6   | 100 | Romain Mahieu (FRA)  | 41,952 |
| 7   | 33  | Joris Daudet (FRA)   | NT     |
| 8   | 11  | Connor Fields (USA)  | NS     |